# Schwalbach (Sulzbach)
Der Schwalbach ist ein ungefähr zweieinhalb Kilometer langer linker und östlicher Zufluss des Sulzbaches im hessischen Main-Taunus-Kreis. Er entsteht aus dem Zusammenfluss des Waldbaches (rechter Quellbach) und des Sauerbornsbaches (linker Quellbach).
Offiziell ist der Sauerbornsbach ein Teil des Gewässerkörpers Schwalbach mit der GKZ 248982. Die Gesamtlänge von Sauerbornsbach und Schwalbach beträgt ungefähr gut sieben Kilometer.

## Name
Der Name erscheint in den schriftlichen Aufzeichnungen erstmals als Ortsname im Jahr 781 („in uilla Sualbach“). Er bedeutet „Bach am Schwall (an der sprudelnden Mineralquelle)“.

## Geographie

### Verlauf
Der Schwalbach entsteht südlich der Sauererlenstraße in der Stadt Schwalbach am Taunus aus dem Zusammenfluss von Waldbach und Sauerbornsbach. Nach der Durchquerung von Schwalbach durchfließt der Schwalbach ein Gebiet mit Feldern und Wiesen, um dann schließlich in der Gemeinde Sulzbach (südlich der Mühlstraße) in den Sulzbach einzumünden.

### Flusssystem Nidda
- Fließgewässer im Flusssystem Nidda

### Ortschaften
Zu den Ortschaften an dem Schwalbach gehören (flussabwärts betrachtet):
- Schwalbach am Taunus (Hessen)
- Sulzbach (Taunus) (Hessen)

## Daten und Charakter
Der Schwalbach ist ein feinmaterialreicher karbonatischer Mittelgebirgsbach.

## Bildergalerie

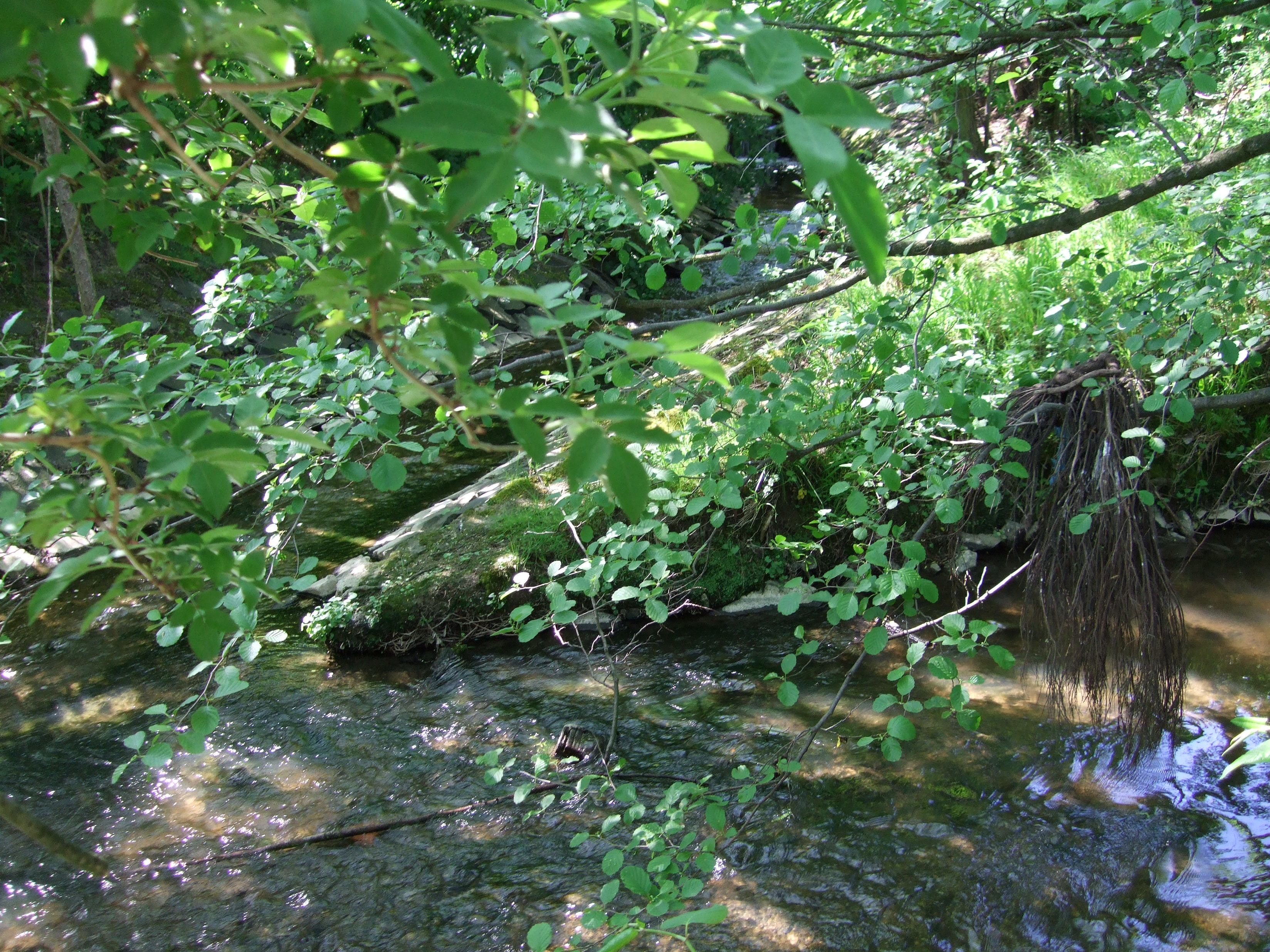
Einmündung des Schwalbaches in den Sulzbach
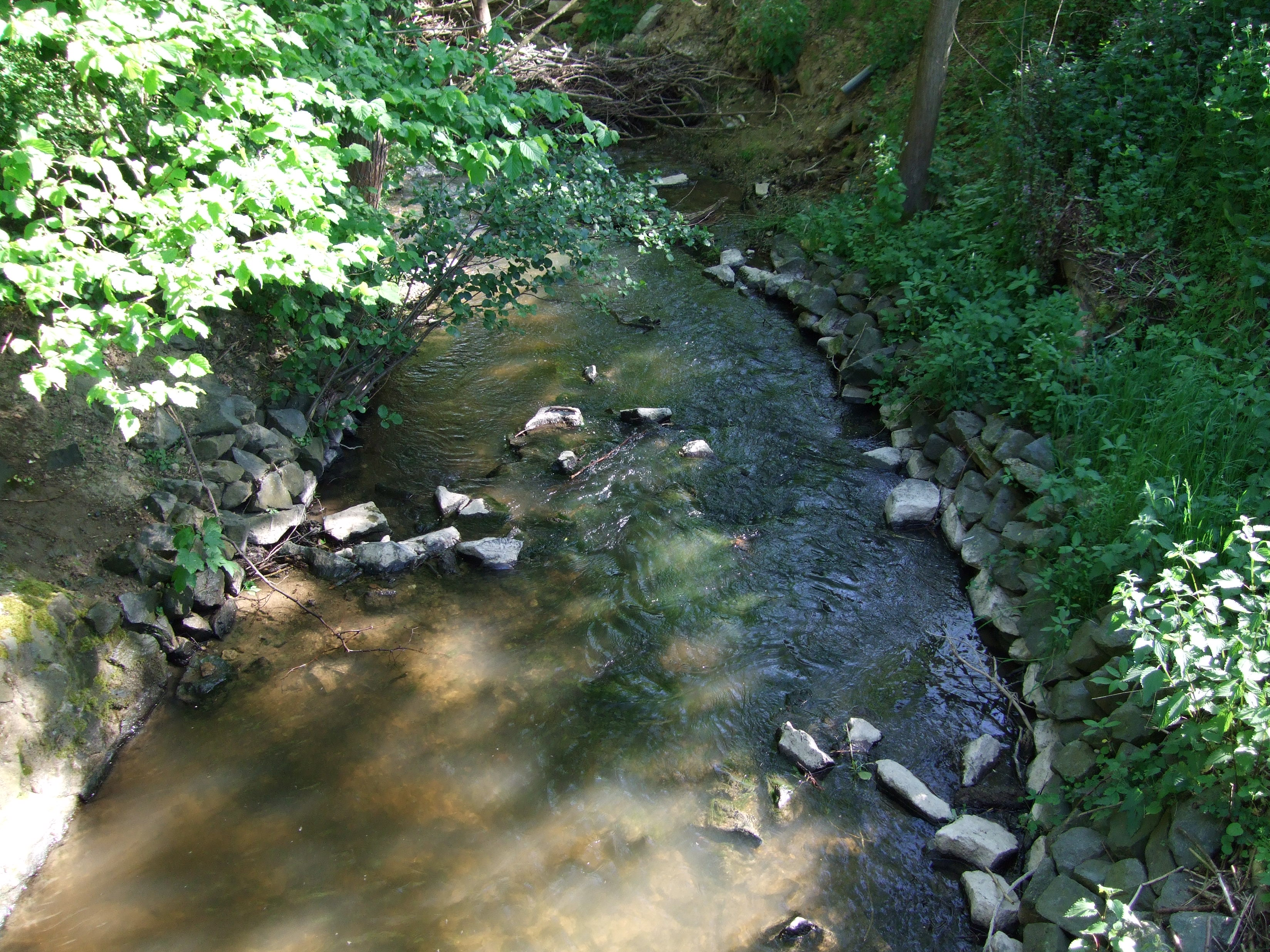
Schwalbach
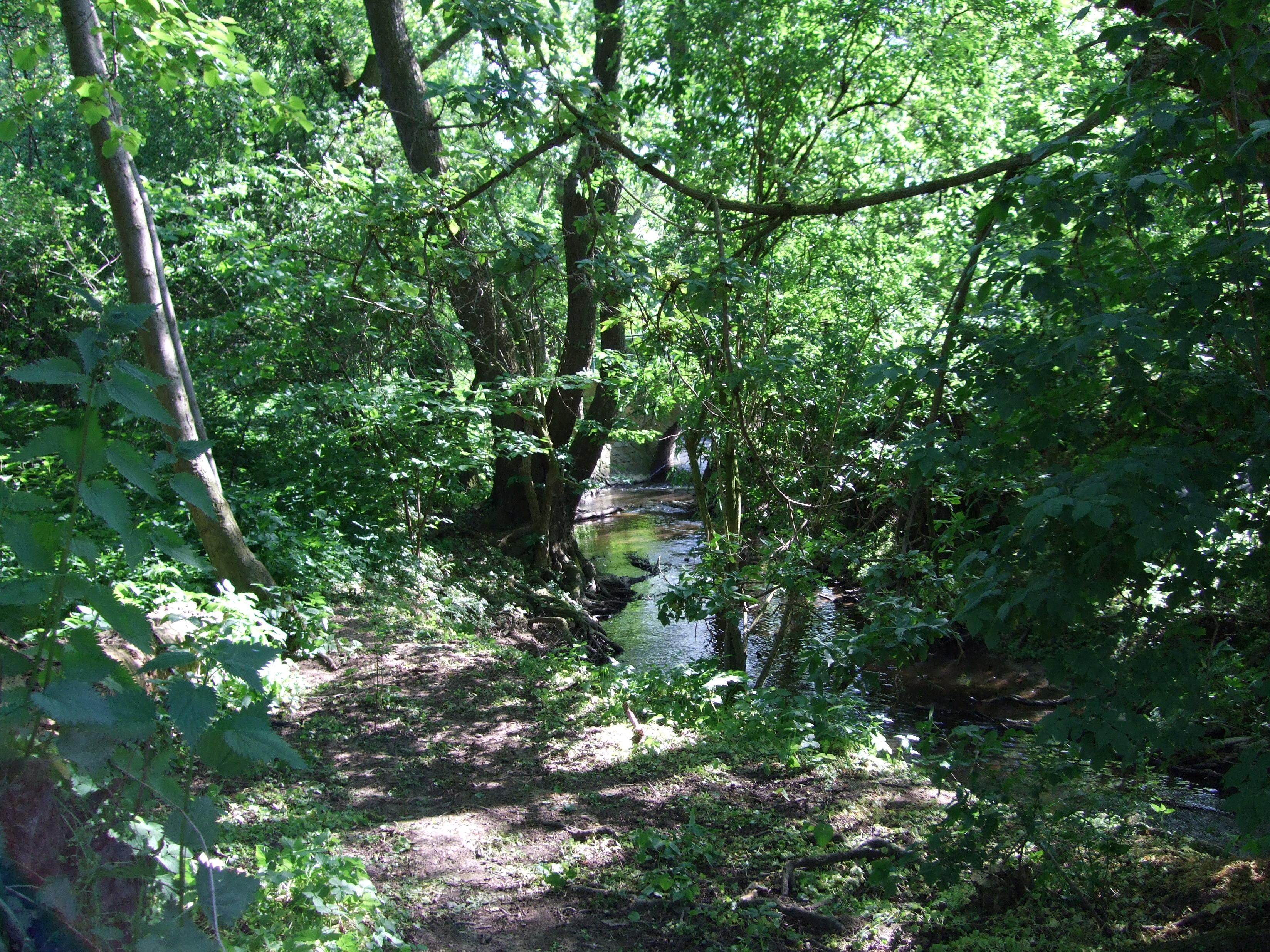
Schwalbach in Schwalbach
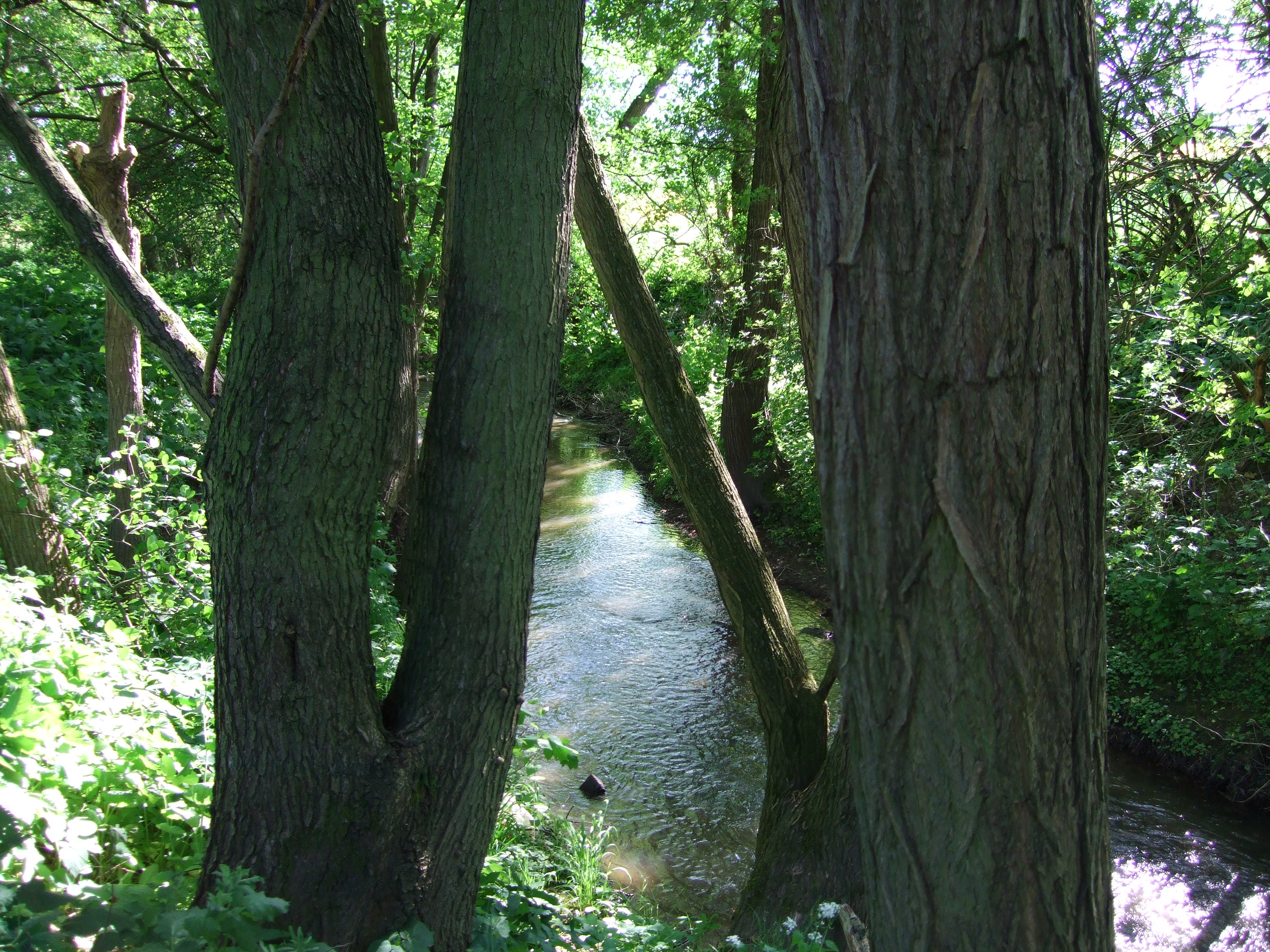
Schwalbach
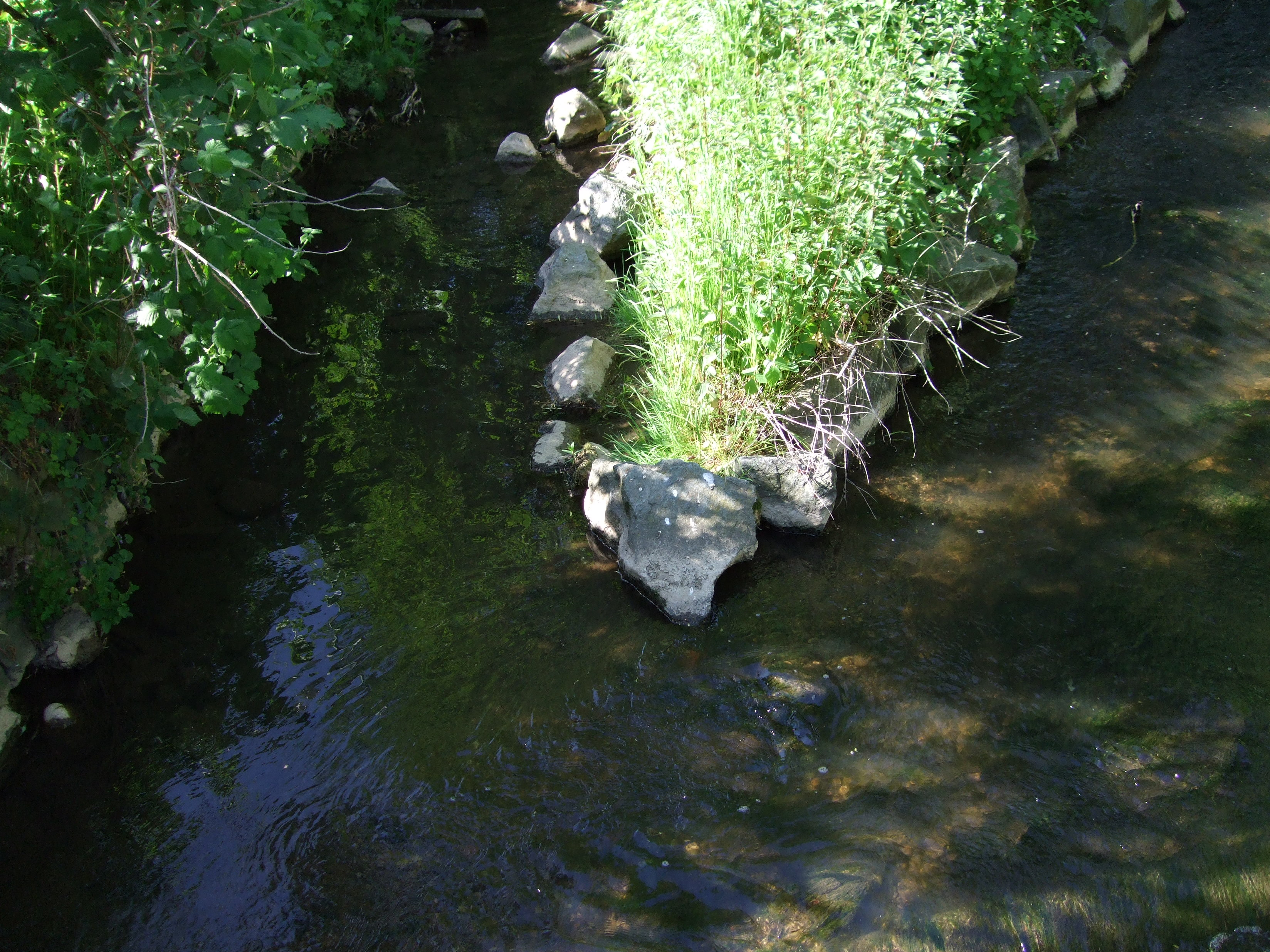
Zusammenfluss Waldbaches u. Sauerbornsbach zum Schwalbach